# 朴俊熙
朴俊熙（：／ Pak Jun–hee，1963年6月27日—）是大韓民國保守派的政治人物，第25、26任首爾特別市冠岳區區廳長。

## 事件
2018年第7屆全國和地方同步選舉，作為民主黨候選人競選首爾冠岳區區長並當選。隨後，在2022年舉行的第8次全國和地方同步選舉中，擊敗國民力量候選人，成功連任。